# Isola Massey
L'isola Massey è un'isola disabitata del territorio di Nunavut, in Canada.

## Geografia
L'isola appartiene all'arcipelago delle isole della Regina Elisabetta, nell'arcipelago artico canadese; fa parte del gruppo dell'isola Bathurst ed è situata a sud dell'isola Vanier (dalla quale è separata dallo stretto di Pearse) e a nord delle isole Alexander e Marc (al di là dello stretto di Boyer).
Ha una superficie complessiva di 432 km², 47 km di lunghezza e 34 km di larghezza.